# Porhydrus
Porhydrus es un género de coleópteros adéfagos  perteneciente a la familia Dytiscidae. 

## Especies
- Porhydrus genei	(Aube 1838)
- Porhydrus lineatus
- Porhydrus obliquesignatus